# Eccellenza Piemonte-Valle d'Aosta 2004-2005
Il campionato italiano di calcio di Eccellenza regionale 2004-2005 è stato il quattordicesimo organizzato in Italia. Rappresenta il sesto livello del calcio italiano.
Questi sono i gironi organizzati dal comitato regionale che raccolgono le formazioni piemontesi e valdostane.

## Girone A

### Squadre partecipanti
| Squadra                       | Città                        |
| ----------------------------- | ---------------------------- |
| U.S. Acqui                    | Acqui Terme (AL)             |
| U.S. Alessandria Calcio 1912  | Alessandria                  |
| A.C. Asti                     | Asti                         |
| Biella Villaggio Larmamora    | Biella                       |
| A.C. Canelli                  | Canelli (AT)                 |
| U.S. Castellazzo Bormida      | Castellazzo Bormida (AL)     |
| A.S.D. Cerano Calcio          | Cerano (NO)                  |
| Derthona F.B.C. 1908          | Tortona (AL)                 |
| A.S. Fulgor Valdengo Tollegno | Valdengo (BI), Tollegno (BI) |
| A.C. Gozzano                  | Gozzano (NO)                 |
| G.S. HM Arona                 | Arona (NO)                   |
| U.S. Libarna                  | Serravalle Scrivia (AL)      |
| U.S. Nova Colligiana          | Asti                         |
| A.S. Sunese                   | Suno (NO)                    |
| U.S. Varalpombiese            | Varallo Pombia (VC)          |
| A.S.D. Verbania Calcio        | Verbania                     |

### Classifica finale
|  | Pos. | Squadra                    | Pt | G  | V  | N  | P  | GF | GS | DR  |
|  | ---- | -------------------------- | -- | -- | -- | -- | -- | -- | -- | --- |
|  | 1.   | Alessandria                | 67 | 30 | 20 | 7  | 3  | 56 | 16 | +40 |
|  | 2.   | U.S. Nova Colligiana       | 60 | 30 | 17 | 9  | 4  | 45 | 26 | +19 |
|  | 3.   | Derthona                   | 55 | 30 | 15 | 10 | 5  | 47 | 33 | +14 |
|  | 4.   | Biella Villaggio Larmamora | 51 | 30 | 13 | 12 | 5  | 46 | 31 | +15 |
|  | 5.   | Asti                       | 44 | 30 | 11 | 11 | 8  | 34 | 24 | +10 |
|  | 6.   | Canelli                    | 41 | 30 | 10 | 11 | 9  | 40 | 29 | +11 |
|  | 7.   | Varalpombiese              | 41 | 30 | 10 | 11 | 9  | 46 | 42 | +4  |
|  | 8.   | Gozzano                    | 38 | 30 | 10 | 8  | 12 | 40 | 42 | -2  |
|  | 9.   | Acqui                      | 36 | 30 | 9  | 9  | 12 | 36 | 37 | -1  |
|  | 10.  | Sunese                     | 36 | 30 | 9  | 9  | 12 | 33 | 39 | -6  |
|  | 11.  | Fulgor Valdengo Tollegno   | 36 | 30 | 10 | 6  | 14 | 38 | 51 | -13 |
|  | 12.  | Castellazzo Bormida        | 35 | 30 | 8  | 11 | 11 | 49 | 46 | +3  |
|  | 13.  | Verbania                   | 33 | 30 | 8  | 9  | 13 | 25 | 42 | -17 |
|  | 14.  | Cerano                     | 28 | 30 | 5  | 13 | 12 | 27 | 45 | -18 |
|  | 15.  | Libarna                    | 28 | 30 | 7  | 7  | 16 | 33 | 63 | -30 |
|  | 16.  | HM Arona                   | 17 | 30 | 4  | 5  | 21 | 28 | 57 | -29 |

### Spareggio per il 14º posto
| Arbitro: | Tripodi (Locri) |

|          |                      |             |
| Maio 18’ | Marcatori            | 66’ Perfumo |
|          | Tiri di rigore 4 – 2 |             |

### Play-out
| Squadra 1 | Totale | Squadra 2 | Andata | Ritorno |
| --------- | ------ | --------- | ------ | ------- |
| Cerano    | 2 - 2  | Verbania  | 2 - 1  | 0 - 1   |

#### Andata
| 22 maggio 2005, ore 16:30 | Cerano | 2 – 1 | Verbania |  |

#### Ritorno
| 29 maggio 2005, ore 16:30 | Verbania | 1 – 0 | Cerano |  |

## Girone B

### Squadre partecipanti
| Squadra                      | Città                  |
| ---------------------------- | ---------------------- |
| U.S.D. Alpignano             | Alpignano (TO)         |
| U.S. Aosta Calcio Charvensod | Aosta                  |
| A.C. Bra                     | Bra (CN)               |
| Pol. Busca Calcio 2001       | Busca (CN)             |
| A.S.D.G. Centallo            | Centallo (CN)          |
| U.S. Cheraschese 1904        | Cherasco (CN)          |
| A.S.D. Chisola Calcio        | Chisola(TO)            |
| G.S.D. Lascaris              | Pianezza (TO)          |
| A.C.D. Lucento               | Torino                 |
| Pool Cirievauda              | Cirié (TO)             |
| A.S. Pro Settimo Calcio      | Settimo Torinese (TO)  |
| U.S. Rivarolese 1906         | Rivarolo Canavese (TO) |
| A.C. Rivoli                  | Rivoli (TO)            |
| A.C.S.D. Saluzzo             | Saluzzo (CN)           |
| A.C. Settimo                 | Settimo Torinese (TO)  |
| U.S.D. Sommariva Perno       | Sommariva Perno (CN)   |

### Classifica finale
|  | Pos. | Squadra                 | Pt | G  | V  | N  | P  | GF | GS | DR  |
|  | ---- | ----------------------- | -- | -- | -- | -- | -- | -- | -- | --- |
|  | 1.   | Saluzzo                 | 53 | 30 | 13 | 14 | 3  | 48 | 24 | +24 |
|  | 2.   | Chisola                 | 49 | 30 | 13 | 10 | 7  | 48 | 36 | +12 |
|  | 3.   | Rivarolese              | 45 | 30 | 11 | 12 | 7  | 42 | 40 | +2  |
|  | 4.   | Cheraschese             | 44 | 30 | 11 | 11 | 8  | 41 | 42 | -1  |
|  | 5.   | Pool Cirievauda         | 43 | 30 | 11 | 10 | 9  | 58 | 48 | +10 |
|  | 6.   | Bra                     | 42 | 30 | 11 | 9  | 10 | 45 | 43 | +2  |
|  | 7.   | Rivoli                  | 42 | 30 | 12 | 6  | 12 | 46 | 44 | +2  |
|  | 8.   | Pro Settimo             | 42 | 30 | 9  | 15 | 6  | 41 | 42 | -1  |
|  | 9.   | Settimo                 | 41 | 30 | 9  | 14 | 7  | 44 | 41 | +3  |
|  | 10.  | Sommariva Perno         | 40 | 30 | 8  | 16 | 6  | 38 | 36 | +2  |
|  | 11.  | Busca                   | 38 | 30 | 9  | 11 | 10 | 37 | 34 | +3  |
|  | 12.  | Lucento                 | 38 | 30 | 8  | 14 | 8  | 39 | 39 | 0   |
|  | 13.  | Centallo                | 34 | 30 | 8  | 10 | 12 | 31 | 36 | -5  |
|  | 14.  | Lascaris                | 33 | 30 | 8  | 9  | 13 | 37 | 51 | -14 |
|  | 15.  | Alpignano               | 31 | 30 | 8  | 7  | 15 | 36 | 49 | -13 |
|  | 16.  | Aosta Calcio Charvensod | 17 | 30 | 3  | 8  | 19 | 30 | 56 | -26 |

### Play-out
| Squadra 1 | Totale | Squadra 2      | Andata | Ritorno |
| --------- | ------ | -------------- | ------ | ------- |
| Lascaris  | 1 - 1  | Centallo Paven | 1 - 0  | 0 - 1   |

#### Andata
| 22 maggio 2005, ore 16:30 | Lascaris | 1 – 0 | Centallo Paven |  |

#### Ritorno
| 29 maggio 2005, ore 16:30 | Centallo Paven | 1 – 0 | Lascaris |  |

## Play-off intergirone
| Squadra 1  | Totale | Squadra 2       | Andata | Ritorno |
| ---------- | ------ | --------------- | ------ | ------- |
| Derthona   | 0 - 4  | Chisola         | 0 - 1  | 0 - 3   |
| Rivarolese | 2 - 2  | Nova Colligiana | 1 - 1  | 1 - 1   |

### Andata
| 15 maggio 2005, ore 16:30 | Derthona | 0 – 1 | Chisola |  |

| 15 maggio 2005, ore 16:30 | Rivarolese | 1 – 1 | Nova Colligiana |  |

### Ritorno
| 22 maggio 2005, ore 16:30 | Chisola | 3 – 0 | Derthona |  |

| 22 maggio 2005, ore 16:30 | Nova Colligiana | 1 – 1 | Rivarolese |  |